# Herzogtum Rybnik
Das Herzogtum Rybnik (tschechisch Rybnické knížectví; polnisch Księstwo Rybnickie) wurde 1437 als Teilherzogtum des Herzogtums Jägerndorf begründet. Es stand bis 1474 unter der Regentschaft der Stammlinie Troppau-Ratibor der Troppauer Přemysliden. Residenzort war die gleichnamige Stadt Rybnik.

## Geschichte
Das Gebiet des späteren Herzogtums Rybnik gehörte zunächst zum Herzogtum Ratibor, das nach dem Tod des Herzogs Lestko, mit dem der dortige Zweig der Schlesischen Piasten 1336 erlosch, an die přemyslidischen Herzöge von Troppau gelangte. Dieses wurde 1377 in die Teilfürstentümer Troppau, Ratibor und Jägerndorf geteilt. 
Als erster Herzog von Rybnik titulierte ab 1437 der Jägerndorfer Herzog Nikolaus V., dem auch Freudenthal gehörte. Nach dessen Tod 1452 in Rybnik folgte ihm 1464 sein jüngerer Sohn Wenzel als Herzog von Rybnik, dem auch Sohrau und Pleß gehörten. Er wurde 1474 während der kriegerischen Auseinandersetzungen zwischen Böhmen und Ungarn vom Gegenkönig Matthias Corvinus gefangen genommen und sein Besitz an Herzog Viktorin übergeben. Vermutlich nach Wenzels Tod 1478 gelangte Rybnik mit Sohrau und Loslau an Johanns IV. d. Ä. von Jägerndorf und nach dessen Tod 1483 an dessen Witwe, die als Herrin von Rybnik, Sohrau und Loslau titulierte. Nach deren Tod fiel es wiederum an das Herzogtum Ratibor, das entsprechend einer Erbvereinbarung nach dem Tod des letzten Ratiborer Přemysliden Herzog Valentin 1521 an den Oppelner Herzog Johann II. fiel. Da mit diesem 1532 der Oppelner Zweig der Schlesischen Piasten erlosch, fiel Rybnik zusammen mit Oppeln als erledigtes Lehen an die Krone Böhmen, die seit 1526 im Besitz der Habsburger war. 

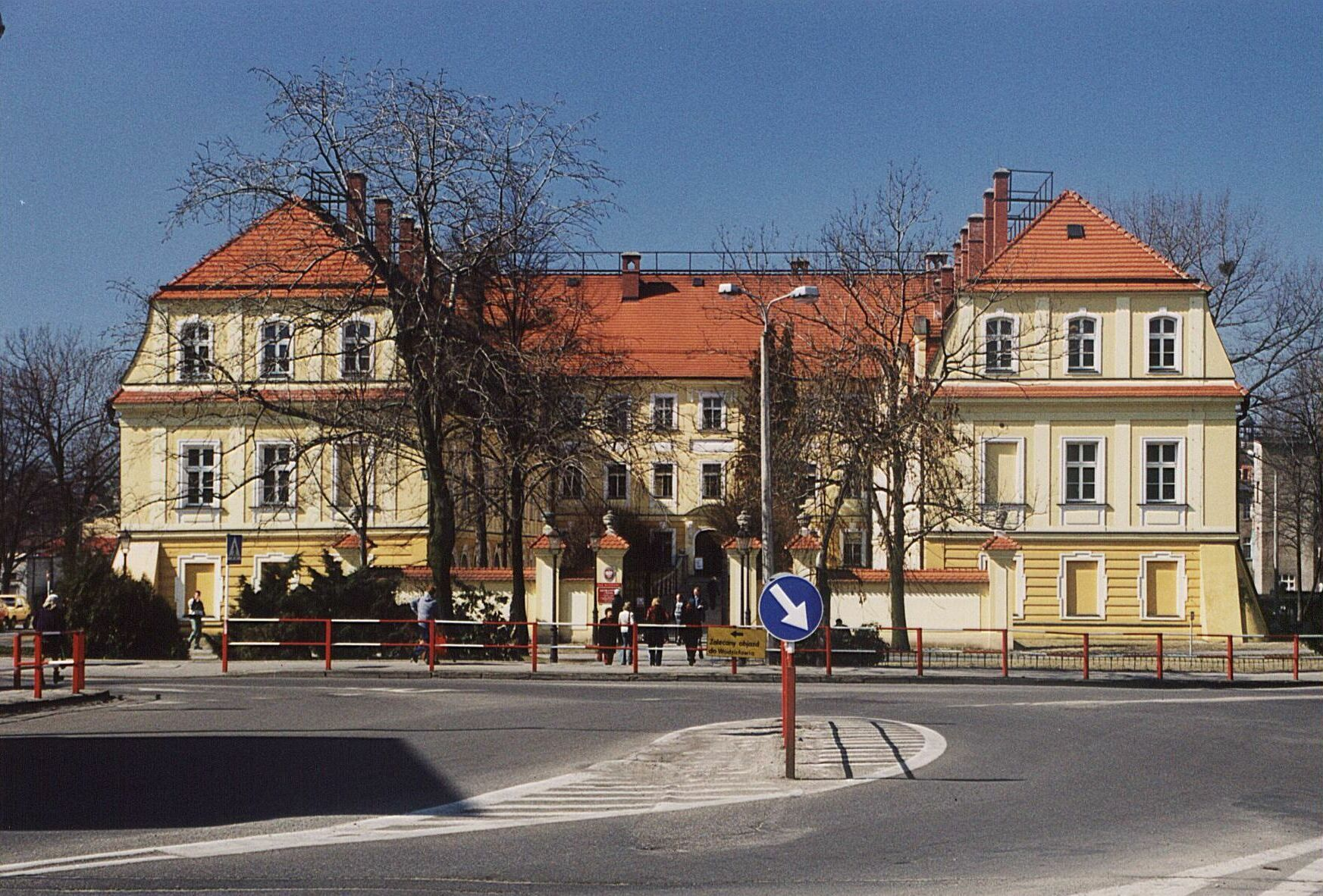
Rybniker Schloss, errichtet 1776–1778 an der Stelle der Burg aus dem 14. Jh.

Das nun landesherrliche Rybnik wurde 1575 als Herrschaft Rybnik von Ladislaus II. Popel von Lobkowitz erworben. In dessen Familie verblieb die Herrschaft Rybnik, die aus der Stadt Rybnik und 13 Dörfern bestand, bis 1638. Nach weiteren Besitzerwechseln fiel sie nach dem Ersten Schlesischen Krieg 1742 wie der größte Teil Schlesiens an Preußen.